# Široka Set
Široka Set je naselje v Občini Litija.